# 察哈尔省盟旗文化福利委员会
察哈尔省盟旗文化福利委员会是1947年在中华民国察哈尔省张家口成立的一个以“增进蒙胞福利”为宗旨的组织，隶属于察哈尔省政府。

## 成立
1946年10月11日，在中共晋察冀军区及地方党政机构撤离张家口之后，国军第十二战区司令长官傅作义率部占领了张家口，着手重建国民政府在察哈尔省的统治。当时察哈尔省北部的锡林郭勒盟、察哈尔盟各旗大多数仍在中共方面的内蒙古自治运动联合会的控制之下，为拉拢并控制各蒙旗，察哈尔省政府在制定民国36年度（1947年）施政纲领时，特别提出“增进蒙胞福利”，并命张季春筹设察哈尔省盟旗文化福利委员会，具体落实该任务。张季春受命之后，“分访盟旗在张王公代表，征询意见，并连络热心蒙务人士，商讨计划”，于1947年1月4日正式成立了察哈尔省盟旗文化福利委员会，会址设在张家口明德北大街。
察哈尔省盟旗文化福利委员会直隶于察哈尔省政府，“为设计、咨询、联系机构，以提高盟旗文化，增进蒙胞福利为主旨，办理有关蒙旗之调查、研究、企划等事宜，进而协助推进盟旗文化，改善蒙胞之生活。”察哈尔省盟旗文化福利委员会设主任委员1人，由张季春担任。该会规定“设委员13人至21人，遴选蒙旗声望素著人士及干练有为之青年充任之。”初聘10人，包括色楞那木济勒、萨穆丕勒诺尔布、诺尔布扎那、旺庆多尔济、姚长青、吉利占泰、吉尔嘎朗等人，其中萨穆丕勒诺尔布、旺庆多尔济、姚长青、吉利占泰为驻会委员。其余缺额待各旗增设后随时遴聘。后来，萨穆丕勒诺尔布、姚长青调往他处任职，乃补聘阿巴哈纳尔左旗协理包拉达扎布、乌珠穆沁右旗代表阿格栋噶为驻会委员。该会的经费，除了事业费随时通过专案请发之外，每月经费由察哈尔省政府按月发放。
该会内部设有一室四组，设主任秘书1人，组长4人，均为荐任，由主任委员遴选盟旗人士或者熟悉盟旗情形者，呈请察哈尔省政府任用。并得用组员13人，属于委任；雇员6至8人。一室四组如下：
- 秘书室：负责“掌理本会机要联络事宜，并各种会议之召集事宜。”
- 文化组：负责“研究盟旗文化教育之发展及出版各种研究资料、报导等事宜。”组长为王庆三。
- 福利组：负责“研究蒙胞生活改善，卫生合作事业之推进，并救济及其他福利事宜。”组长先后为萨穆丕勒诺尔布、旺庆多尔济。
- 牧畜组：负责“研究盟旗牧畜改进，兽医防治及发展牧养事宜。”组长为米济道尔吉。
- 总务组：负责“掌理文书、收发、会计、庶务、招待及不属于其他各组事宜。”

## 工作
该会成立后，随即制定了年度工作计划如下：

一、推进地方自治：1.依据宪法延聘地方名人学者及专家，成立盟旗地方自治促进委员会，从事调查研究地方实况，并宣传民权初步及民权运用法，以作自治实行准备工作。2.根据现在盟旗官制，推行普遍选举制度，在准备期间，择定文化较高之一旗先行试办，其结果汇交盟旗地方自治促进委员会详加研讨，以作改进。
二、确保地方治安：１.编组自卫队，盟设总队，旗设分队，按地方之重要性，及人口之多寡编成之，由盟报请省府备案，所需枪弹饷项，概由省府拨发及协助之，至于鞍马服装，均归自备。２.各旗组织宣导工作团，以游艺讲演等方式，深入民间作宣传辅导工作，俾巩固人民正确思想与防共意志，以加强治安之确保。3.清查户口，制发国民身份证（像片以指纹代），以清奸宄。
三、保障蒙胞福利，减免负担：1.现有租银地仍由旗管辖，其佃户亦应隶属旗方，以平等待遇之原则，由省府明文规定之。2.对盟旗地方所有出产及开发（如盐碱等），须归蒙民自身经营，遇必要时，请由省府扶持发展之。3.对盟旗捐税等负担尽量豁免之。
四、恢复盟旗各级学校：1.编订蒙汉合璧教科书。2.奖励就学，一律官费待遇。3.训练师资并订优待办法。
五、培植盟旗人才参加政治工作：1.专设蒙古青年干部训练团，招收各旗优秀青年，加以集中训练，培育干部人员，使其参加政治工作。
六、发展文化，创办刊物：1.设立盟旗文化研究馆于省会所在地（张家口），隶属于察哈尔省盟旗文化福利委员会，搜集有关文化图书资料，专发蒙汉合璧报纸及刊物等。2.推行民众社会教育，在各旗设民众教育馆，以期普遍文化教育之发展。
七、设立卫生所：1.恢复并增设各盟旗卫生所（各盟旗原有之保健所），推广防疫宣传及行政。2.成立巡回医疗队，由卫生所负责筹办，从事疾病治疗。
八、创办兽疫防治事业：与绥省合办家畜防疫处一所，制造疫苗血清等预防医疗药品及一切设施。
九、试办定地牧畜：1.定地设立官营牧场，改良畜种，以求牧畜事业之蕃殖。2.划定牧草种植区并试办播种苜蓿草之作业，以资改进。
十、奖励储备冬草：1.请求救济总署发给刈草机器，发给牧民应用。规定刈草数量，超过者奖励之。2.对已刈得之草，由官指导储藏方法，以备冬草之用，其办理完善者奖励之。
十一、提倡建设羊舍：由官方督导羊户建设羊舍，以备冬寒，其所需器材由官方统筹办理，以原价售与，以资提倡。
十二、发展盟旗合作事业：1.恢复并增设各旗合作社（各旗原立之豪利希亚），以供生活之需要与经济发展。2.组织生产运销队。2.出产品之加工作业。

十三、救济灾难：拨发专款，成立盟旗救济工作队，与善救总署配合实地调查，分就业与物资两种办法救济之。
由于当时处于第二次国共内战期间，且该会仅为“设计、咨询、联系机构”，并无实权，故其计划未能全面落实。在该会成立后的一年内，该会主要做了如下工作：
- 政治方面：协助察哈尔省政府拉拢蒙旗上层，进行盟旗复员并建立各旗保安总队，开展反共宣传。成立仅一个多月，便出刊了综合性刊物《蒙声半月刊》（蒙汉合璧），宣传察哈尔省政府的政策，“以加强政府与蒙胞之连系”。该会还多次印刷《告蒙旗同胞书》等传单，向蒙旗散发，“以保蒙民之自觉”。经该会建议，察哈尔省广播电台从10月25日起增设蒙古语广播节目。该会会同察哈尔省民政厅商定盟旗保甲组织办法。[1]
- 救济方面：该会多次派人调查各蒙旗民众困境，协助晋绥察善后救济分署、察哈尔省政府社会处、察哈尔蒙旗特派员公署、中国国民党察哈尔省蒙旗党部等机关发放救济费、急赈款、粮食、衣物及其他生活物资。该会联络各机关团体募捐，帮助困在张家口的蒙旗人士返乡、迁移、丧葬等等。将布里亚特旗灾童巴图等12人安置到张家口市救济院。[1]
- 经济方面：明确了若干与县有纠纷的蒙旗不动产的产权，比如镶黄旗、商都旗、正白旗的租银地，商都旗在康保县境内的3处盐池，明安旗在康保县、张北县境内的崇禧寺、寿安寺以及其庙地。该会还同有关部门联络，退还了蒙古人在战乱中被掠夺或被扣押的牲畜等财物。该会还从联合国善后救济总署领到种牛6头，暂由太仆寺左旗政府代养。该会于1947年7月1日开办了“盟旗产物运销合作社”，“该社业务以运销崐盟旗产物及蒙民生活品之供给为主旨”，在张家口设门市部，在太仆寺左旗（宝昌）设办事处。截至1947年底，该合作社已经在康保县、商都旗增设了两个办事处。在半年时间内，“除逸奸匪焚毁汽车一辆，损失甚巨外，尚盈余五亿元。”[1]
- 文化教育方面：该会搜集了一些蒙旗文物资料，帮助恢复了太仆寺左旗中心国民学校。该会将镶黄旗的华贤宝、郭勒敏色、都固尔扎布保送入察哈尔干部训练团受训，并介绍他们到政府中任职。该会“资遣蒙籍学生吴秉权入中央兽疫防治训练班受训”，并保送40多名学生入国立察哈尔蒙旗师范学校学习。[1]

## 改组及结束
1948年1月，察哈尔省政府因该会性质特殊，与国民政府制定的各省政府组织规程不同，乃经呈请行政院准予修正备案。规定该会在隶属察哈尔省政府的同时，应受蒙藏委员会的指导。编制设主任委员1人，委员20人至30人，由察哈尔省政府“就各盟旗及有关机关人士中聘任”。“委员得互推驻会委员2人至3人，襄助处理会务。”经费由察哈尔省政府拨发，人员由察哈尔省政府“就有关各厅处人员中调派兼充”。会内设五组：
- 第一组：“掌理研究并协助发展盟旗文化教育事宜。”
- 第二组：“掌理研究并协助增进蒙胞福利事宜。”
- 第三组：“掌理研究并协助改进盟旗畜牧事宜。”
- 第四组：“掌理各盟旗视察及联络事宜。”
- 第五组：“掌理人事、庶务、会计等事宜。”[1]

很快，该会便拟定了1948年度工作计划：

1. 筹设盟旗男女中学：（1）设立盟旗中学两所，各设初中3 班，每班收蒙旗学生50人。（2）恢复盟旗国民学校10所，每所招收蒙旗学生6班。
2.筹设盟旗卫生院一所，办理各蒙旗卫生事业。
3.筹设察哈尔省境内盟（部）旗青年训练班。训练各蒙旗年在20岁以上40岁以下青年，三个月为一期，本年内训练两期，每期招考各旗知识青年及选拔各旗现职优秀仕官60人，两期共训120人，使能协助各旗政府，推行政令，建立各旗实行宪政基础，完成地方自治。分军事及行政两组，施以纪律、生活、智能各种训练。受训期间供给膳食、服装、书籍、文具，给予补助费，受训期满考试及格者，即分发各旗工作。

4.确定各旗政府及各保安总队之编制，力求人事之充实，并给予充足之给养与装备，以求恢复各旗治安，加强剿匪戡乱力量。
1948年12月24日，中国人民解放军攻克张家口，该会宣告结束。